# Platz der Luftbrücke (metropolitana di Berlino)
Platz der Luftbrücke è una stazione della metropolitana di Berlino, sulla linea U6.
È posta sotto tutela documentale (Denkmalschutz).

## Curiosità
Il corridoio della stazione Platz der Luftbrücke è la location della scena più famosa del film Possession (1981), nel corso della quale la protagonista Anna (interpretata da Isabelle Adjani) vive un'esperienza di delirio estremo. La scena, considerata una delle più iconiche della storia del cinema, ha ispirato anche il videoclip del singolo dei Massive Attack (feat. Young Fathers) Voodoo in My Blood (2016), interpretato da Rosamund Pike.